# Haploschendyla bordei
Haploschendyla bordei är en mångfotingart som beskrevs av Henri W. Brölemann och Ribaut 1911. Haploschendyla bordei ingår i släktet Haploschendyla och familjen småjordkrypare.
Artens utbredningsområde är Algeriet. Inga underarter finns listade i Catalogue of Life.